# Porta San Pietro (Lucca)
Porta San Pietro è una porta delle mura di Lucca che guarda verso sud.

## Storia e descrizione
La porta, progettata da Alessandro Resta, è stata costituita tra il 1565 e il 1566 e fa parte della cerchia muraria rinascimentale.
Porta San Pietro si apre con tre porte sormontate al centro da uno scudo con lo stemma di San Pietro e la dicitura "libertas" e ai lati da due leoni inseriti in nicchie nelle antiche aperture attraverso le quali scorrevano le catene che azionavano l'antico ponte levatoio. Le aperture laterali sono state realizzate successivamente.
La porta presenta un elegante timpano classicheggiante che inelegantisce la struttura.
Ad oggi le porte laterali sono usate per il transito pedonale, mentre l'apertura centrale è la strada per il traffico automobilistico.
Attualmente i locali accessibili dal piano inferiore della porta sono in uso come sede e magazzino di una delle associazioni di rievocazione storica di Lucca.